# Wagner-Nietzsche-Villa

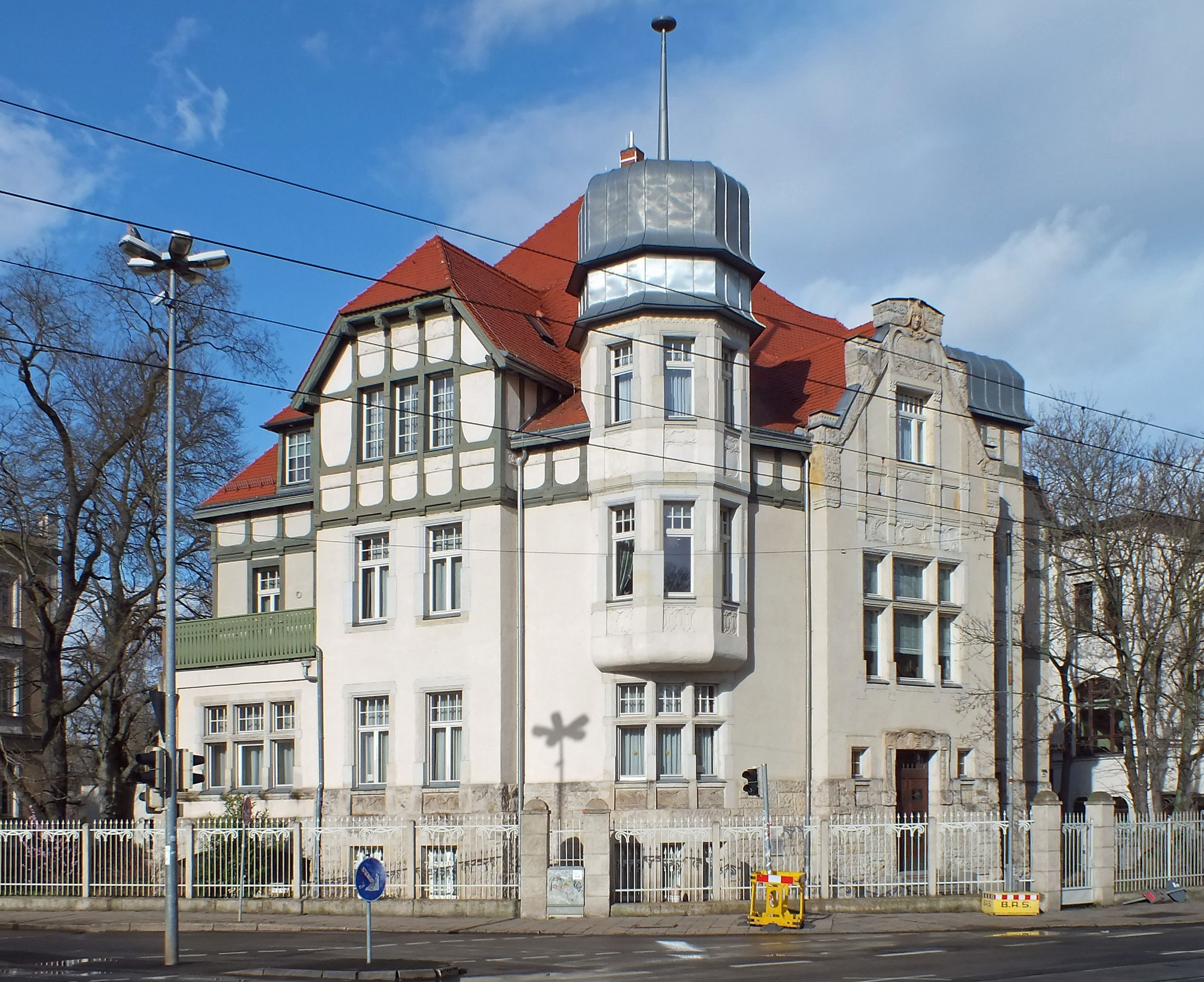
Villa von Südwesten (2023)

Die Wagner-Nietzsche-Villa ist ein 1903–1904 erbautes Wohnhaus in Leipzig, Karl-Heine-Straße 24b im Stadtteil Plagwitz. Der Name entstand wegen des Bauschmucks, der sich auf die Werke Der Ring des Nibelungen von Richard Wagner (1813–1883) und Also sprach Zarathustra von Friedrich Nietzsche (1844–1900) bezieht. Die Wagner-Nietzsche-Villa steht unter Denkmalschutz.

## Lage und Architektur
Das 1500 m² große Grundstück der Wagner-Nietzsche-Villa liegt in der Nordostecke der Kreuzung der Karl-Heine-Straße und der Erich-Zeigner-Allee. Nach der Straße hin wird es durch einen schmiedeeisernen Gitterzaun eingefriedet, der Schmuckelemente des Jugendstils aufweist. Unter dem Baumbestand findet sich ein Japanischer Schnurbaum, der als Naturdenkmal geschützt ist.

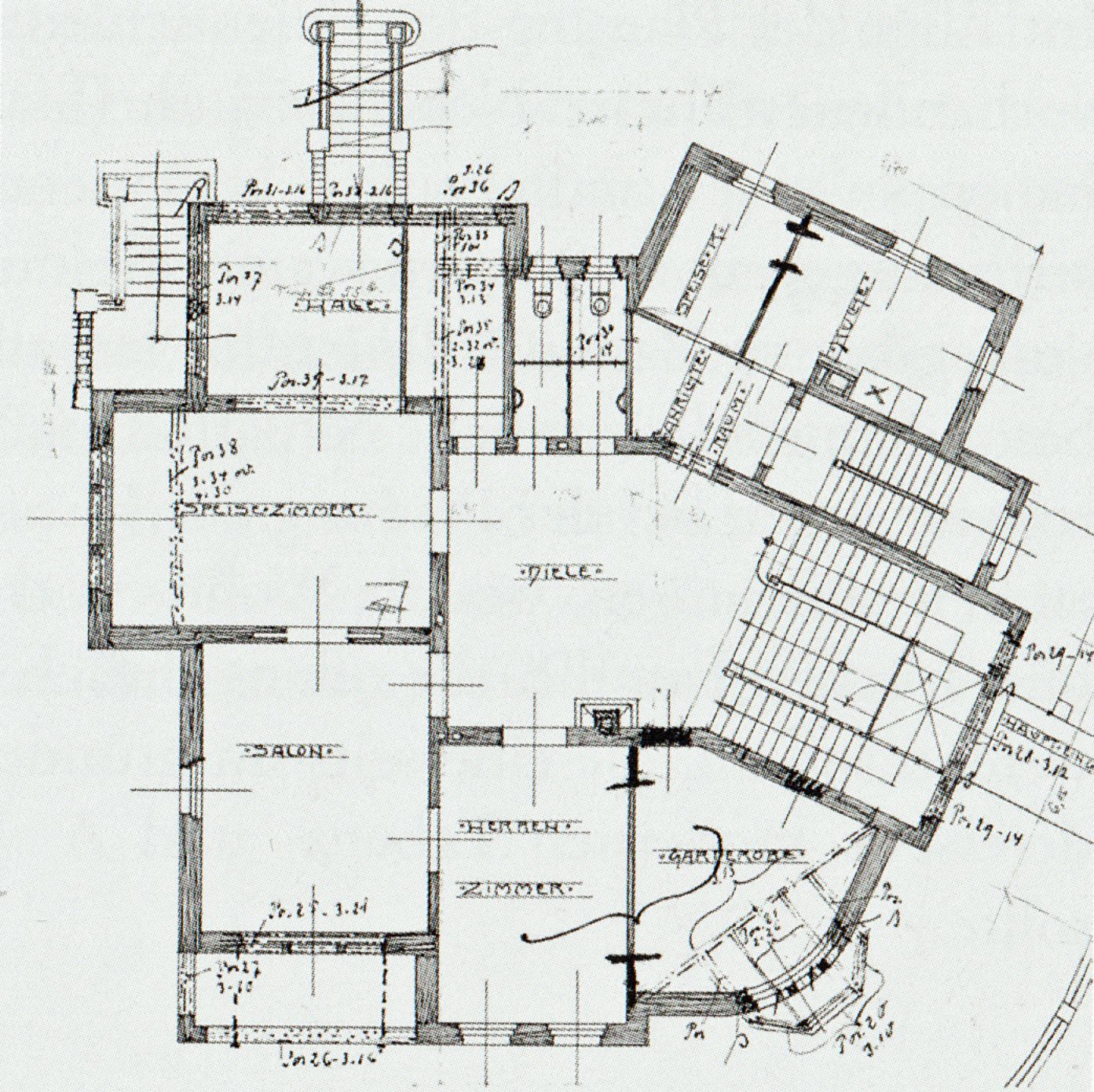
Grundriss des Erdgeschosses

Das zweigeschossige Gebäude im Stil des Historismus mit Anklängen des Jugend- und Heimatstils erhebt sich auf einer Grundfläche von etwa 300 m². Diese ist unregelmäßig geformt, was durch gebrochene Ecken, hervortretende Giebel und sich in stumpfem Winkel schneidende Straßenfluchten zustande kommt. Das hohe Souterrain ist mit Sandstein verkleidet. Die Südwestecke ziert ein zweigeschossiger oktogonaler Turmerker mit zinkblechgedeckter gestufter Haube. Die bildkünstlerisch umrahmte Eingangstür befindet sich in einem flachen, mit Bildschmuck bekrönten Risalit auf der Südseite.
Das Dach ist von seiner Grundform ein Pyramidendach, das aber durch Zwerchgiebel und Dachgauben vielfach unterbrochen ist. Das Dachgeschoss ist ausgebaut und mit Fachwerk gestaltet. Freie Balkenenden sind mit Porträtschnitzungen verziert, darunter auch jene von Richard Wagner und Friedrich Nietzsche.
Das Gebäude, aber insbesondere sein Inneres, enthält ein Bildprogramm, „in dem die Ideenwelt des Zarathustra in symbolhafte Ornamentik übersetzt ist, ergänzend garniert mit Motiven aus Wagners Ring des Nibelungen. Prunkstück ist das hölzerne Treppenhaus, das teils abstrakt-ornamental, teils figürlich die Motivik der „drei Wandlungen“ aus Also sprach Zarathustra variiert“.

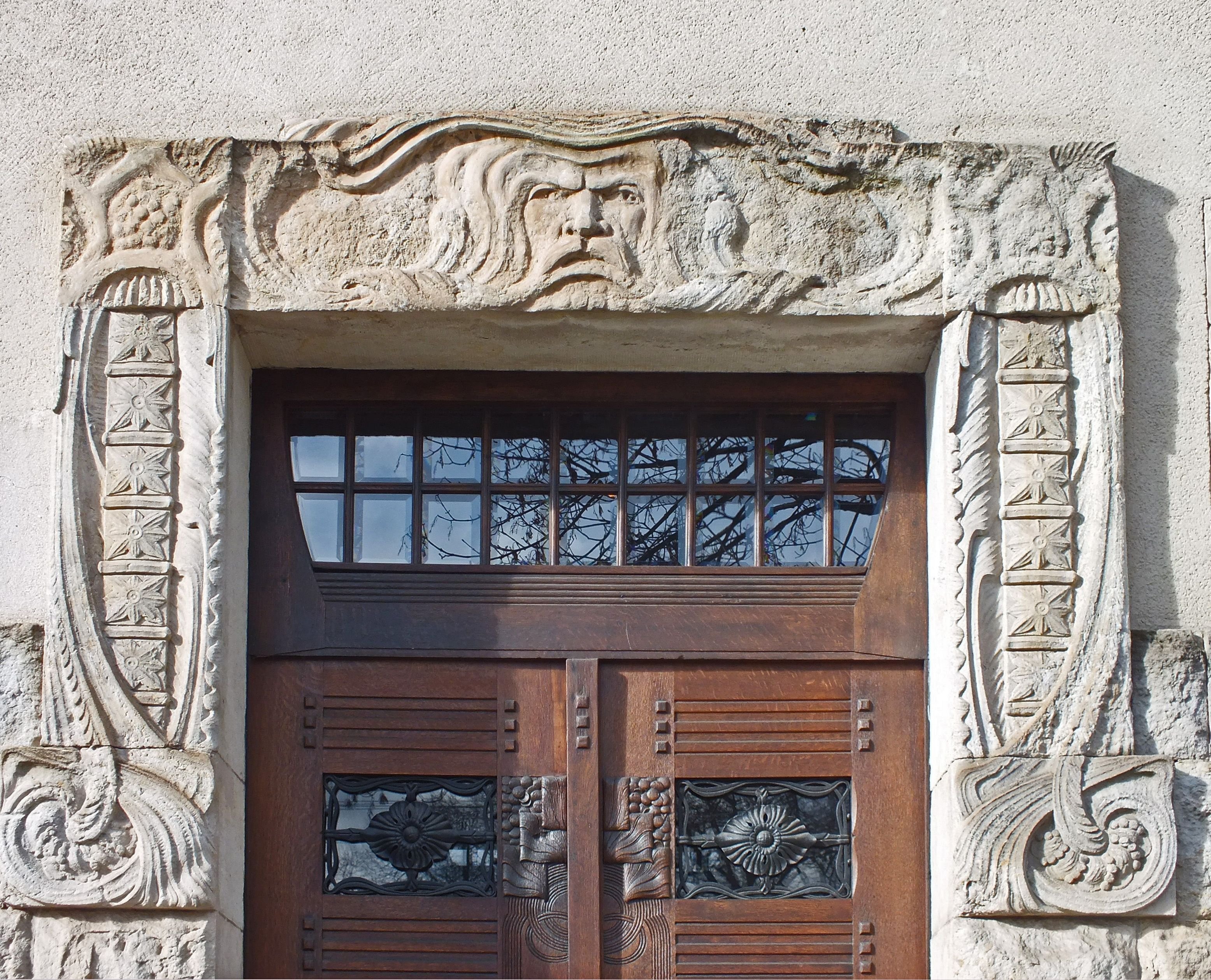
Bildschmuck der Eingangstür (2023)
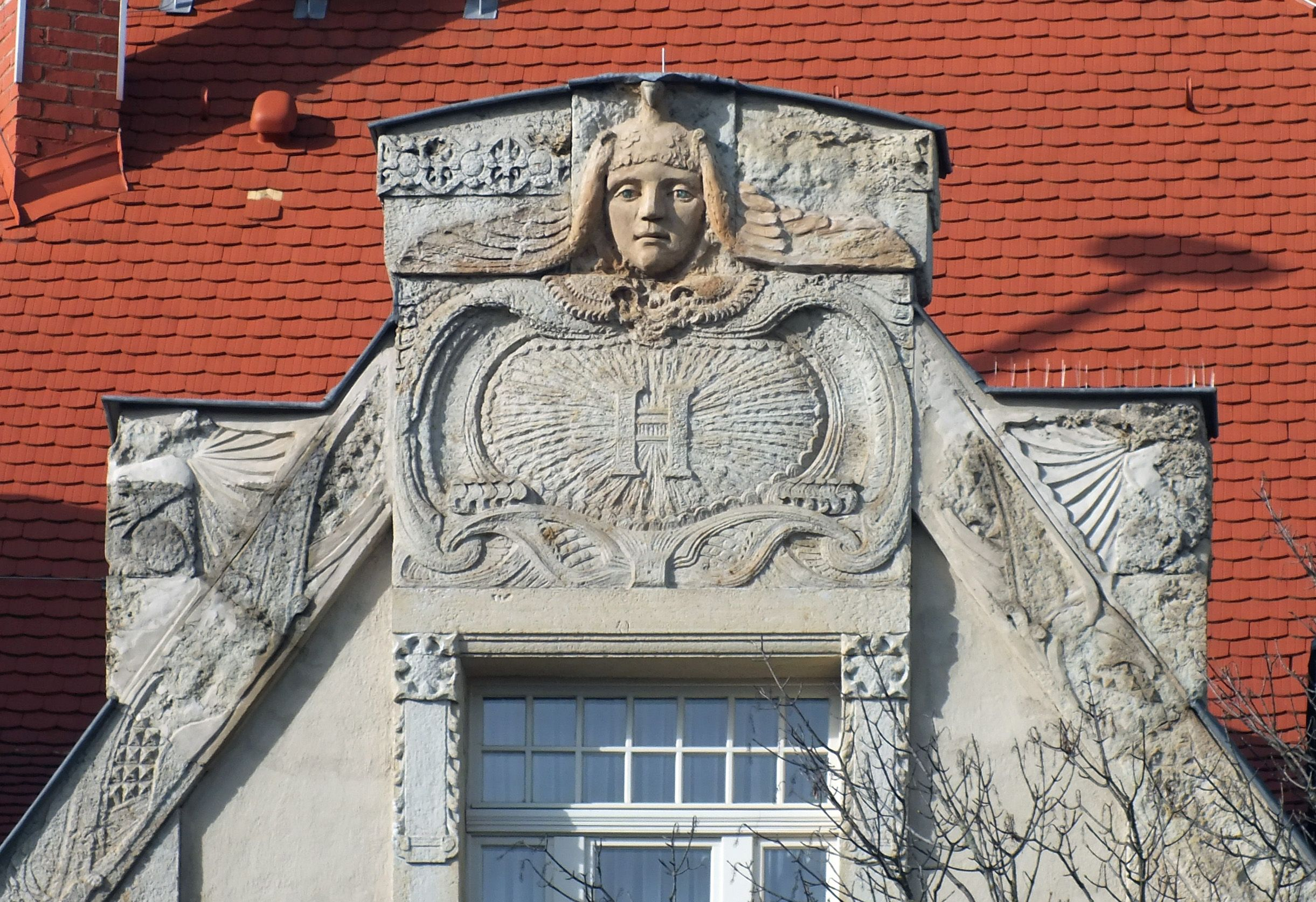
Kopfteil des Eingangsrisalten (2023)
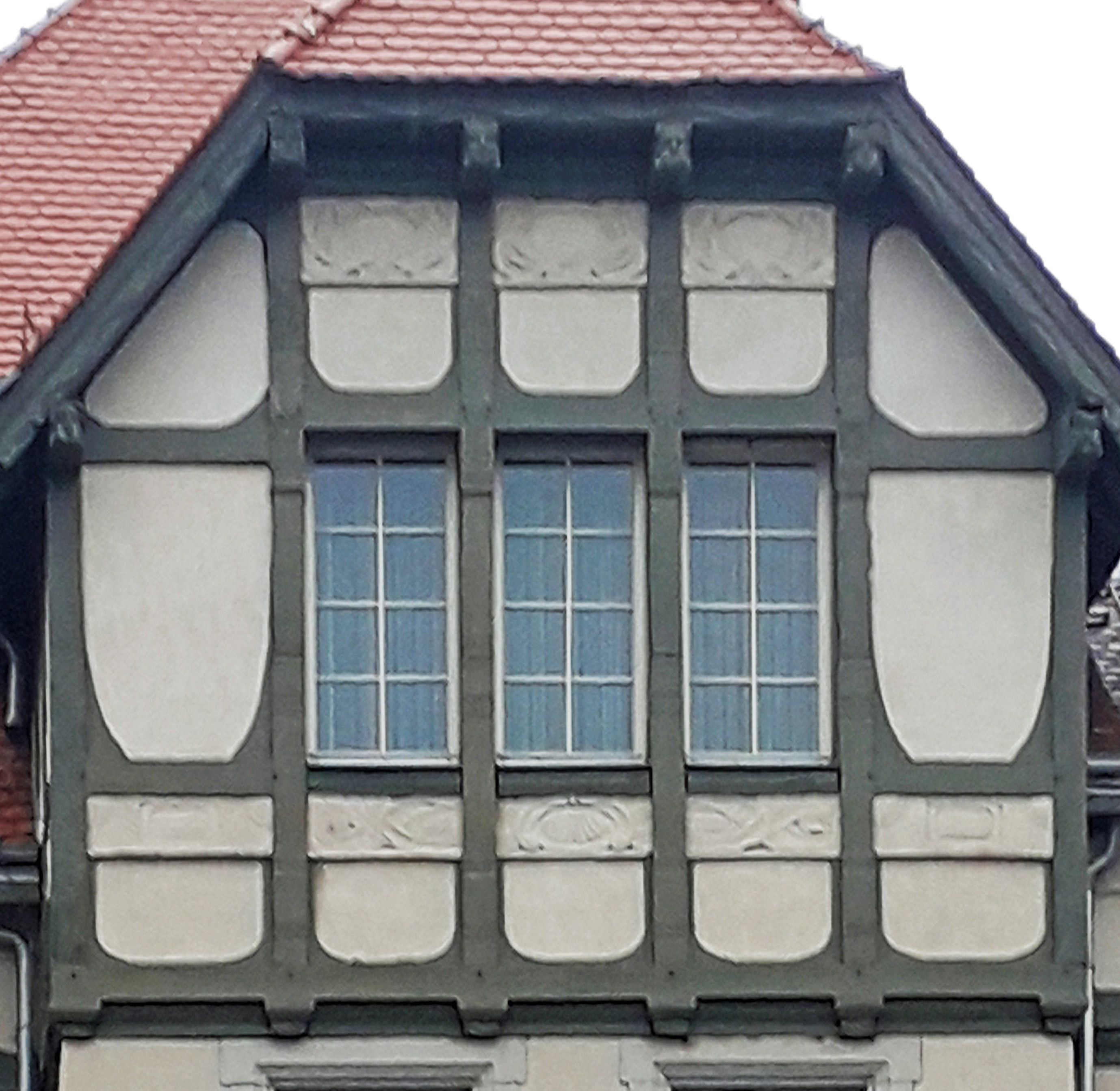
Westgiebel mit Balkenkopfporträts (2023)
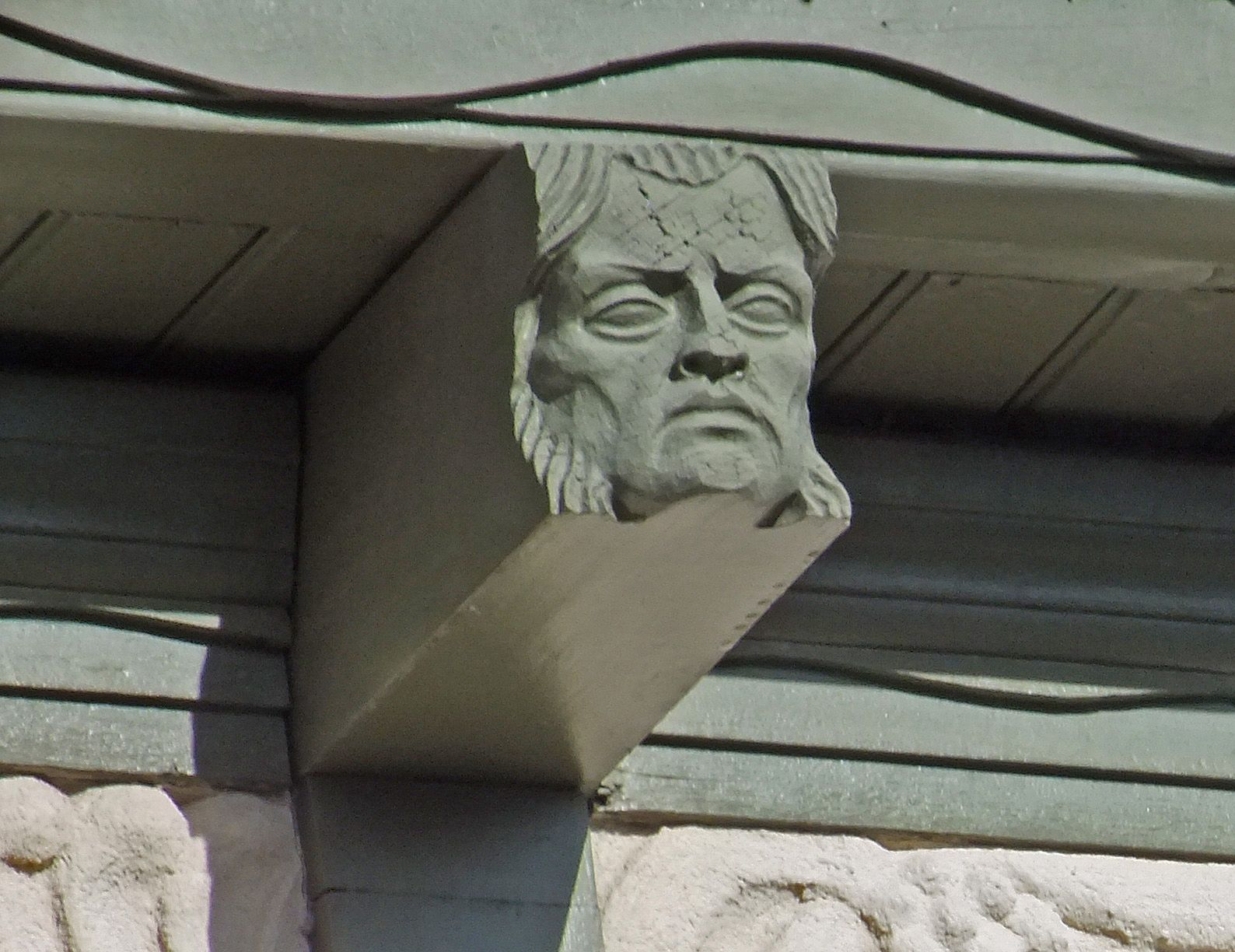
Balkenkopfporträt Richard Wagner (2023)
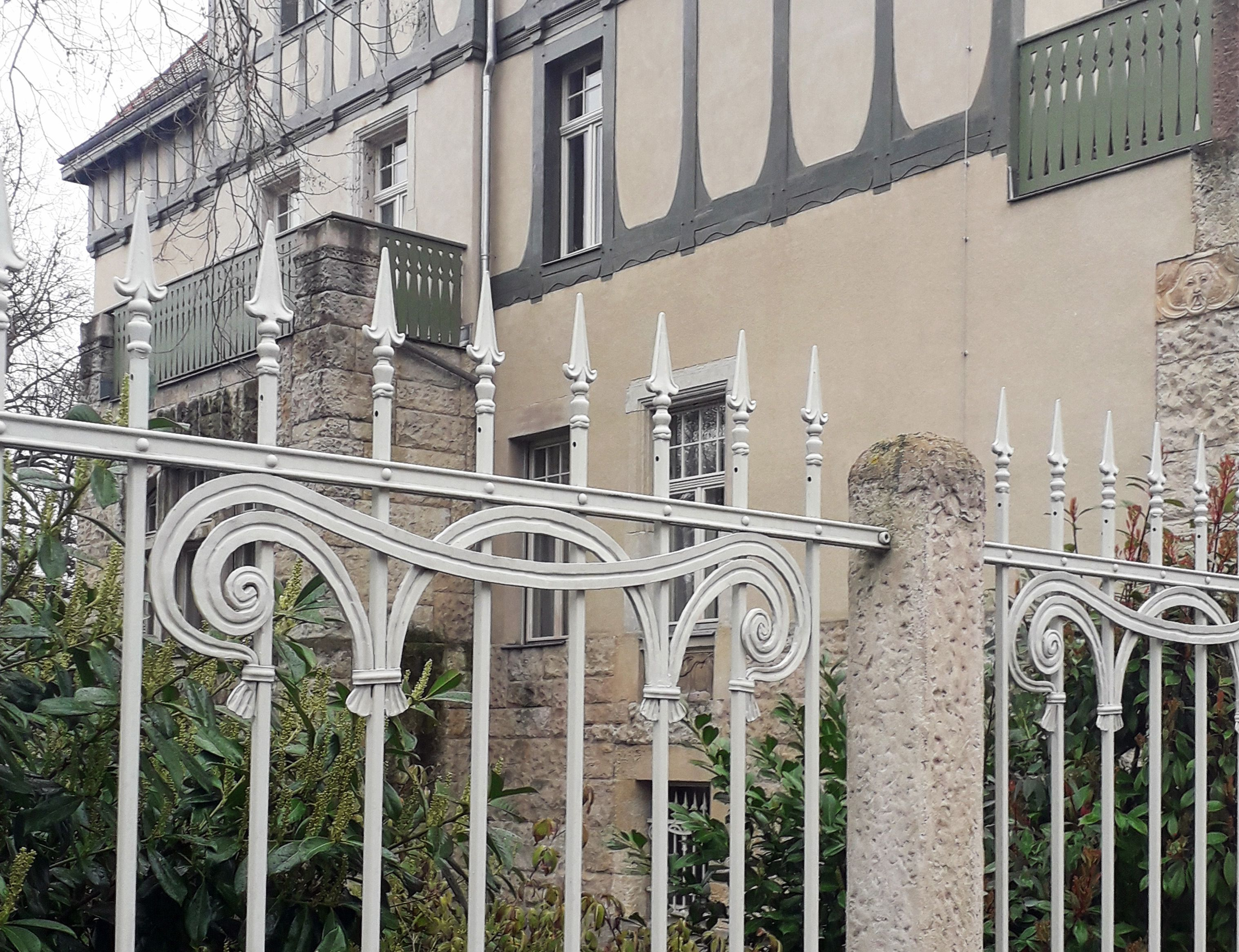
Jugendstilzaun (2023)

## Geschichte
Im Januar 1900 erbte Marie Julie Hillig geb. Schomburgk (1841–1927) von ihrer Mutter Marie Schomburgk geb. Oldenbourg (1817–1899) mehrere Grundstücke, die deren Ehemann, der vermögende Leipziger Großhändler Julius Heinrich Moritz Schomburgk (1815–1880), 1859 vom Rechtsanwalt und Politiker Carl Erdmann Heine (1819–1888) erworben hatte, dem große Teile von Plagwitz gehörten. Marie Julie Hillig war die Witwe des 18 Jahre zuvor verstorbenen Rechtsanwalts und Notars Friedrich Eduard Hillig (1834–1882). Zu diesen Grundstücken gehörte auch jenes an der Ecke Karl-Heine-Straße / Elisabethallee (heutige Erich-Zeigner-Allee).
Marie Julie Hillig beauftragte den bisher wenig in Erscheinung getretenen Leipziger Architekten Theodor Paul Klotzsch (1874–1942) mit der Planung eines Wohnhauses auf diesem Grundstück. 1903 reichte dieser den Bauantrag ein, den Marie Julie Hillig und ihr Sohn, der Justizrat, Rechtsanwalt und Notar Curt Hillig (1865–1939), unterschrieben. Dieser wohnte im Nachbarhaus Karl-Heine-Straße 24 und war verheiratet mit der Urenkelin von Benedictus Gotthelf Teubner (1784–1856), dem Gründer des Teubner-Verlags. Dem Teubner-Verlag war Friedrich Nietzsche eng verbunden, und seine Schwester Elisabeth Förster-Nietzsche (1846–1935) war eine Mandantin Hilligs, was als Hinweis auf das Bildprogramm dienen könnte.

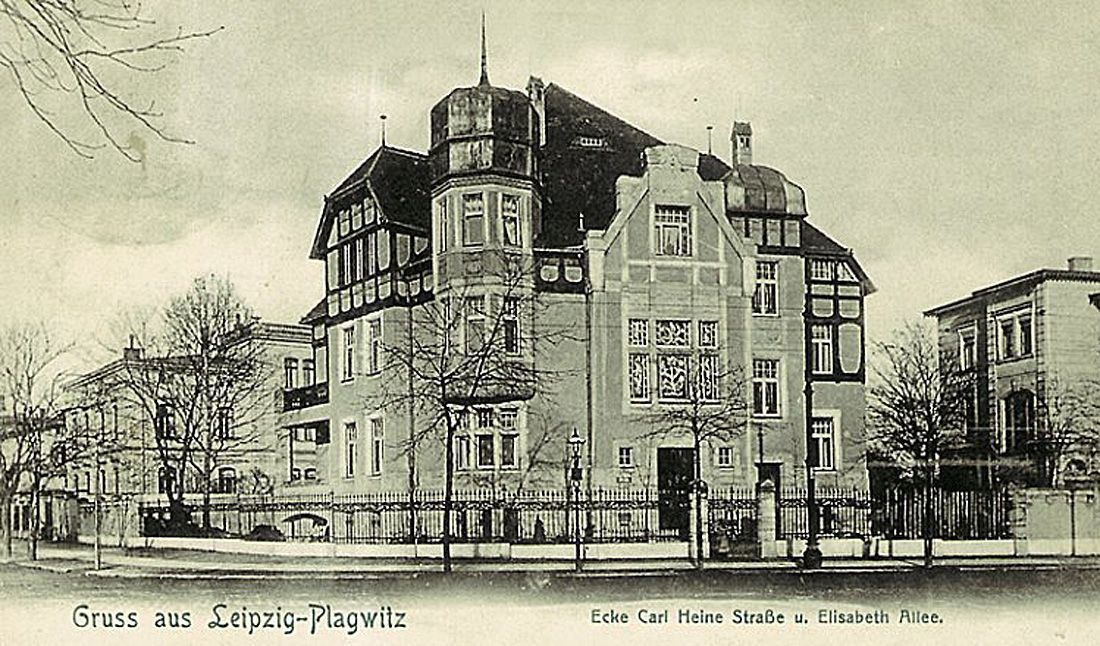
Villa, Ansichtskarte von 1927

Am 15. September erfolgte die Baugenehmigung. Nachdem im Vorfeld einige ältere Wirtschaftsbauten auf dem Grundstück abgerissen worden waren, leitete der Architekt Klotzsch die Bauarbeiten der Villa, die am 12. Oktober 1904 fertiggestellt wurde. Unmittelbar danach wurde das Haus vom Kaufmann Georg Roediger jun. (1866–1946), seiner Ehefrau Marie geborene Hillig und ihrer Familie bezogen, die bis Ende der 1930er Jahre hier wohnten, was wohl der Grund dafür war, dass das Anwesen auch als Villa Roediger bezeichnet wurde. Roediger war Mitbegründer der Maschinenfabrik Paul Franke & Co. für Bonbon- und Schokoladenmaschinen in Böhlitz-Ehrenberg. Ab 1926 erscheint in den Leipziger Adressbüchern Georg Roediger als Eigentümer des Hauses. 1940 kaufte es ein Direktor F. Schneeweis. Marie Julie Hillig wohnte bis an ihr Lebensende im nördlichen Nachbarhaus Elisabethallee 15, das ihr ebenfalls gehörte.
Nach dem Zweiten Weltkrieg wurde das Haus enteignet und in Mietwohnungen aufgeteilt. In den 1970er Jahren zog ein Kinderheim ein. Nach 1990 verfiel das Haus, bis es an private Eigentümer verkauft wurde, die es sanieren ließen. Dabei erkannten der Architekt Matthias Otto und der Steinmetz und Restaurator Dirk Brüggemann seine kulturhistorische Bedeutung und machten die Fachwelt aufmerksam, was unter anderem zu der Tagung vom 12. bis 14. März 2010 Nietzsche und Wagner – Begegnung in Leipzig in der Villa führte. Im denkmalgerecht sanierten Haus wird heute ein Hotel betrieben.